# Larvik HK
Larvik Håndballklubb ist ein norwegischer Frauen-Handballverein aus Larvik. Die erste Mannschaft spielt in der norwegischen Eliteserien und gewann diese vierzehn Mal. Im Jahr 2000 zählte der Verein 250 Mitglieder.

## Geschichte
Larvik Håndballklubb (Larvik HK) wurde am 31. Mai 1990 gegründet, als sich die beiden Vereine Larvik Turn & IF und Halsen IF zusammenschlossen.
Mit Marit Breivik, der späteren Trainerin der erfolgreichen norwegischen Frauen-Handballnationalmannschaft,  und später unter Gunnar Pettersen, ehemaliger Trainer der norwegischen Männer-Handballnationalmannschaft, stieg Larvik HK schnell zum Zentrum des norwegischen Frauenhandballs auf. 1994 gewann die Mannschaft das erste Mal die norwegische Meisterschaft.
Nach der Jahrtausendwende profitierte Larvik HK vom zunehmenden Kräfteverschub im europäischen Frauenvereinshandball zugunsten der dänischen Liga. So gewann der skandinavische Frauenhandball grundsätzlich an Bedeutung und auch Larvik HK sorgte vermehrt für Aufsehen im Europapokal. So holte das Team mit dem Europapokal der Pokalsieger 2005 als erstes Frauenhandballteam überhaupt einen Europapokal nach Norwegen. 2008 konnte Larvik HK den Europapokal der Pokalsieger erneut gewinnen. Der bisher größte Erfolg gelang in der Saison 2010/11 mit dem Gewinn der EHF Champions League.
Aufgrund von finanziellen Problemen verlor Larvik HK vor der Saison 2017/18 den Großteil der bisherigen Top-Spielerinnen, dazu fehlte Linn-Kristin Riegelhuth Koren die beinah gesamte Saison schwangerschaftsbedingt. Der Kader wurde mit jungen und auf internationaler Ebene unerfahrenen Spielerinnen aufgefüllt, Larvik beendete die Saison in der Liga dennoch überraschend hinter Vipers Kristiansand auf dem zweiten Rang und schied nach Vorrundenaus in der Champions League im EHF-Cup im Viertelfinale gegen Viborg HK aus. Damit wurde erstmals seit der Saison 2003/04 wieder eine andere Mannschaft als Larvik HK Meister der norwegischen Eliteserien. Für die Saison 2019/20 erhielt Larvik keine Lizenz für die Eliteserien, sodass die Frauenmannschaft in der zweithöchsten Spielklasse, die 1. divisjon, absteigen musste. Ein Jahr später gelang der Mannschaft den direkten Wiederaufstieg.
Larvik HK pflegte lange Zeit die Besonderheit, die Jugendmannschaften nicht nach Altersklassen zusammenzusetzen; erst 2005 beschloss der Verein die Anpassung an den modernen Standard.

## Erfolge

### Eliteserie
- Sieger: 1993/94, 1996/97, 1999/2000, 2000/01, 2001/02, 2002/03, 2004/05, 2005/06, 2006/07, 2007/08, 2008/09, 2009/10, 2010/11, 2011/12, 2012/13, 2013/14, 2014/15, 2015/16, 2016/17
- Zweiter: 1994/95, 2017/18
- Dritter: 1995/96, 1997/98, 2003/04

### Norgesmesterskap
- Sieger: 1995/96, 1997/98, 1999/2000, 2002/03, 2003/04, 2004/05, 2005/06, 2006/07, 2008/09, 2009/10, 2010/11, 2011/12, 2012/13, 2013/14, 2014/15, 2015/16, 2016/17
- Zweiter: 1993/94, 1996/97, 1998/99, 2007/08

### Sluttspill
Das Sluttspill wurde von 1997/98 – 2003/04 nicht ausgetragen.
- Sieger:  1994/95, 1995/96, 1996/97, 2004/05, 2005/06, 2006/07, 2007/08, 2008/09, 2009/10, 2010/11, 2011/12, 2012/13, 2013/14, 2014/15, 2015/16, 2016/17
- Dritter: 1993/94

### EHF Champions League
- Sieger: 2010/11
- Finalist: 2012/13, 2014/15
- Halbfinale: 2001/02, 2003/04, 2009/10, 2011/12
- Viertelfinale: 2000/01, 2002/03, 2006/07

### Europapokal der Pokalsieger
- Sieger: 2004/05, 2007/08
- Finalist 2008/09
- Halbfinale: 1996/97, 2005/06

### EHF-Pokal
- Finale: 1995/96

## Bekannte ehemalige Spielerinnen
- Karoline Dyhre Breivang
- Gro Hammerseng-Edin
- Kari Mette Johansen
- Tonje Larsen
- Heidi Løke
- Nora Mørk
- Katja Nyberg
- Lene Rantala
- Amanda Kurtović
- Marit Malm Frafjord